# Dish of the Day
Dish of the Day ist das zweite Studioalbum der deutschen Band Fool’s Garden aus dem Jahr 1995.

## Entstehung und Veröffentlichung
Bereits 1994 hatte Fool’s Garden mit dem Lied Wild Days den Nachwuchswettbewerb der Bekleidungskette C&A gegen 700 weitere Teilnehmer gewonnen, woraufhin die Band ein Video drehte und das Lied einen Werbespot von C&A musikalisch untermalte. Ein Erfolg der Gruppe blieb jedoch aus. Ein neues Lied der Gruppe, Lemon Tree, wurde von SWF 3 1995 schließlich probeweise in das Programm genommen und stieß auf Interesse der Hörer. Die Gruppe schloss daraufhin einen Vertrag mit Intercord ab und nahm das Album Dish of the Day auf. Es wurde unter anderem im Maryland-Studio in Weil der Stadt-Merklingen aufgenommen. Als erste Single des Albums wurde am 4. Dezember 1995 Lemon Tree ausgekoppelt. Das Album selbst erschien am 7. Dezember 1995.
Ab 25. Dezember 1995 platzierten sich sowohl Dish of the Day (Platz 99) als auch Lemon Tree (Platz 70) erstmals in den deutschen Charts. Die Single entwickelte sich zum Überraschungserfolg und hatte sich schon im Dezember 1995 „zu einem Ohrwurm entwickelt, der von den Radiostationen täglich, ja manchmal fast stündlich serviert wird“. Unter anderem in Deutschland, Österreich, Norwegen, Schweden und Irland erreichte das Lied 1996 Platz 1 der Charts. Das Album konnte sich am 11. März 1996 für eine Woche auf Platz 1 der deutschen Album-Charts platzieren. Sowohl Single als auch Album wurden in Deutschland mit einer Platin-Schallplatte ausgezeichnet, so hatte sich die Single im Februar 1996 bereits 250.000 Mal verkauft. Ende Februar 1996 wurde das Album international veröffentlicht.
Im April 1996 kam Wild Days als zweite Singleauskopplung auf den Markt, erreichte jedoch nur noch Platz 59 der deutschen Singlecharts.

## Titelliste
1. Ordinary Man – 3:30
2. Meanwhile – 4:40
3. Lemon Tree – 3:11
4. Pieces – 3:56
5. Take Me – 4:20
6. Wild Days – 3:45
7. The Seal – 4:22
8. Autumn – 3:43
9. The Tocsin – 2:54
10. Finally – 4:28
11. One Fine Day – 4:44

## Tournee
Von März bis Mai 1996 gingen Fool’s Garden auf Albumtournee und traten im Juli und August 1996 als Vorgruppe von Pur in Deutschland, Österreich und der Schweiz auf. Im September 1996 folgte eine Tournee durch Asien.

## Rezeption

### Rezensionen
Das Album „wartet durchweg mit geschmackvollen, zeitlosen und traditionell arrangierten Kompositionen auf. Peter und Gitarrist Volker Hinkel schreiben Songs ohne viel Firlefanz und modischen Schnickschnack“, schrieb die Saarbrücker Zeitung. „Ihr origineller Gitarrensound mit Querverweisen zu den Beatles, zu Sting, U2 und diversen anderen Größen paßt zum derzeit umjubelten Brit-Pop wie ein hellblaues Röckchen zur pastellfarbenen Mode“, konstatierte der Focus. Für die Stuttgarter Zeitung hörte sich Dish of the Day „überdeutlich nach Beatles-Kopie mit Sting-Verschnitt“ an und auch die Mitteldeutsche Zeitung befand, dass das Album „von Ohrwürmern und Melodien im Stil der Beatles [wimmelt]“. Für Lemon Tree wurde Fool’s Garden 1997 mit einem Echo in der Kategorie „Nationaler Newcomer des Jahres“ ausgezeichnet.

### Chartplatzierungen
| ChartsChartplatzierungen | Höchstplatzierung | Wochen |
| ------------------------ | ----------------- | ------ |
| Deutschland (GfK)        | 1 (36 Wo.)        | 36     |
| Österreich (Ö3)          | 4 (19 Wo.)        | 19     |
| Schweiz (IFPI)           | 3 (33 Wo.)        | 33     |

| ChartsJahrescharts (1996) | Platzierung |
| ------------------------- | ----------- |
| Deutschland (GfK)         | 13          |
| Österreich (Ö3)           | 29          |
| Schweiz (IFPI)            | 8           |

### Auszeichnungen für Musikverkäufe
Dish of the Day wurde weltweit mit 2× Gold und 6× Platin ausgezeichnet.
| Land/Region        | Auszeichnungen für Musikverkäufe (Land/Region, Auszeichnung, Verkäufe) | Verkäufe |
| ------------------ | ---------------------------------------------------------------------- | -------- |
| Deutschland (BVMI) | Platin                                                                 | 500.000  |
| Malaysia (RIM)     | 2× Platin                                                              | 50.000   |
| Österreich (IFPI)  | Gold                                                                   | 25.000   |
| Schweiz (IFPI)     | Platin                                                                 | 50.000   |
| Singapur (RIAS)    | Platin                                                                 | 15.000   |
| Taiwan (RIT)       | Platin                                                                 | 50.000   |
| Thailand (TECA)    | Gold                                                                   | 25.000   |
| Insgesamt          | 2× Gold · 6× Platin ·                                                  | 715.000  |